# 若草物語 (1964年の映画)
『若草物語』（わかくさものがたり）は、1964年末から翌年にかけて公開された日本映画。カラー、シネマスコープ（2.35:1）、84分。
当時の日活のスター女優4人（吉永小百合、浅丘ルリ子、芦川いづみ、和泉雅子）が姉妹役で共演し、高度成長期を生きる若い女性たちの恋愛観や結婚観、幸福の形を描いた青春物語である。姉妹を演じる4人は全編にわたり大阪弁のセリフを話す。オルコットの小説『若草物語』とは無関係である（姉妹の物語であるという以上の共通点は無い）。
封切り時の同時上映作品は『黒い海峡』。

## 製作
東京の晴海団地、日比谷公園などでロケーション撮影された。また、東京オリンピックに向けて完成したばかりの東京モノレール・代々木競技場・首都高速、そして東京タワー展望台などが空撮で映し込まれ、当時の東京案内の趣もある。
ロケ地
- 東京都：羽田空港、東京駅、品川駅、晴海団地、銀座松屋、日比谷公園（日比谷野外音楽堂小音楽堂）、駒沢オリンピック公園、後楽園
- 長野県：志賀高原、上林ホテル仙壽閣、ホテルニュー志賀

## ストーリー
大阪の模型店の次女・由紀、三女・しずか、四女・チエコの姉妹は、若い後妻をもらった父・勇造を気遣い、実家を出て飛行機で東京へ向かう。3人は郊外で暮らす新婚の長女・早苗とその夫・宏一が住む団地に押しかける。やがて3人は早苗の援助で夫妻宅を出て、アパート暮らしを始める。そんな中、姉妹たちは同郷のカメラマン・次郎と再会する。
由紀としずかは百貨店・銀座松屋のデパートガール採用試験に合格し、由紀はカメラ売り場、しずかは男性用下着売り場を担当する。一方、海外旅行を夢見るチエコは高給に惹かれ、姉たちに秘密でアルバイトサロン（アルサロ）で働き始める。そのことが明るみに出たことで、チエコがアルプスに憧れていることを知った一同は、志賀高原のスキー場に遊びに行く。この旅を通じ、由紀としずかは次郎を巡って恋のライバルとなる。また、姉妹はかつて羽田空港で出会った裕福な家の大学生・圭一とスキー場で再会する。
勇造が夫婦喧嘩をし、早苗の団地に転がり込む。由紀・しずか・チエコも様子を見に来る。早苗たちは勇造の態度を非難し、大阪に帰そうとするが、しずかだけは父親の面倒を見ると申し出る。特に由紀に反発したしずかは、次郎の下宿に勇造をかくまい、自身もそこに居座る。勇造は改心し、大阪に帰る。それを知らずに勇造を迎えに来た由紀は、しずかが次郎の部屋にいるのを見て逆上し、しずかの頬を張る。次郎の同僚・山本が落ち込むしずかを慰めようと松屋に行き、毎日下着やワイシャツを買い込む。しずかはそんな山本の生活ぶりを心配し、彼のアパートに通って家事を手伝うようになる。山本はしずかに迫るが、しずかは拒絶する。しずかが次郎を想っていることを悟った山本は身を引く。
由紀はみたび圭一と再会する。由紀は、次郎が仕事で東京を空けている間、圭一から繰り返しデートに誘われ、寂しさから断りきれずに応じる。このことを由紀から明かされた次郎は焦りを感じるが、由紀は「次郎と結婚したい」と告げて次郎を安心させようとする。一方、圭一は由紀を両親に紹介する。次郎が式根島に長期出張している間、由紀は圭一と婚約してしまう。そのことを告げられた次郎は黙って去る。両者の態度を理解できないしずかは次郎を追い、「あんたは意気地なしや」と彼をなじり、泣き叫ぶ。
由紀と圭一が新婚旅行に発つ日、しずかは由紀らの見送りをやめて、同じ時間に長期出張に発つ次郎のもとへ向かおうとする。東京駅で次郎が乗った列車はしずかの目の前で発車する。帰宅したしずかは旅支度を始める。しずかの本気を知ったチエコは、海外旅行のために貯めていた大金をしずかに渡す。しずかを見送った早苗とチエコは銀座で別れ、それぞれの自宅に帰る。

## キャスト
クレジット順は本作タイトルバックに、役名は日活公式サイトに基づく。
- 瀬川早苗（長女）：芦川いづみ
- 高村由紀（次女）：浅丘ルリ子
- 高村しずか（三女）：吉永小百合
- 高村チエコ（四女）：和泉雅子
- 矢坂次郎（ニュース社カメラマン）：浜田光夫
- 野沢まゆみ（圭一の妹）：田代みどり
- 河野健吉（チエコの友達）：山内賢
- 山本和雄（次郎の同僚）：杉山俊夫
- 野沢圭一（大学生）：和田浩治
- 高村弘子（勇造の後妻）：東恵美子
- 京子（由紀の大阪時代の同僚）：進千賀子
- 和子（しずかの同僚）：和田悦子
- 今村多平（次郎の下宿の大家）：井東柳晴
- ニュース社の同僚A：糸賀靖雄
- サラリーマンA：石丘伸吾
- 加藤（次郎の上司）：天坊準
- サラリーマンB：露木護
- 勝又：桂小かん
- 小野武雄
- ニュース社の同僚D：井田武
- サラリーマンD：平塚仁郎
- ニュース社の同僚B：織田俊彦
- ニュース社の同僚E：押見史郎
- 食料品売り場の店員：菊田一郎
- 今村ふみ（多平の妻）：早川由記
- 由紀の百貨店の同僚：清水千代子
- よし子（チエコの大阪時代の同僚）：川口道江
- ニュース社の同僚C：浜口竜哉
- サラリーマンC：有村道宏
- 高村勇造（4姉妹の父）：伊藤雄之助（特別出演）
- 野沢章二郎（圭一の父）：清水将夫
- 野沢路子（圭一の母）：高野由美
- 瀬川宏一（早苗の夫）：内藤武敏

## スタッフ
クレジット順（監督を除く）は本作タイトルバックに基づく。クレジットのない主要スタッフは日活公式サイトおよびキネマ旬報映画データベース（KINENOTE）で補った。
- 監督：森永健次郎
- 企画：坂上静翁
- 脚本：三木克巳
- 撮影：松橋梅夫
- 照明：森年男
- 録音：高橋三郎
- 美術：横尾嘉良
- 編集：井上治
- 音楽：崎出伍一
- 主題歌：吉永小百合「若草物語」（ビクターレコード 作詩：佐伯孝夫 作曲：吉田正）
- 挿入歌：浅丘ルリ子・吉永小百合・和泉雅子「路」（作詩：松本栄 作曲：崎出伍一）
- 協賛：松屋、長瀬産業
- スクリプター：内田絢子（クレジットなし）
- スチール：井本俊康（クレジットなし）
- ボクシング指導：山口養治
- 方言指導：木下静子